# Orbital de antienlace

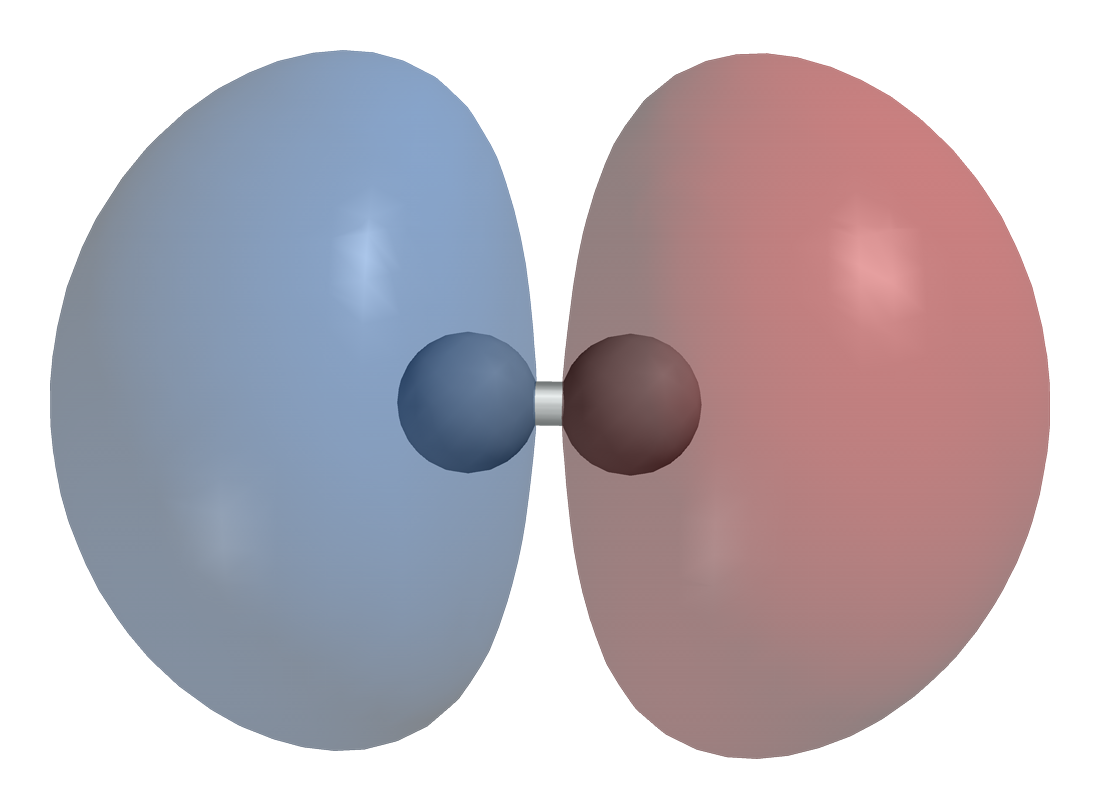
Representación de dos orbitales molecular no enlazante o de antienlace.

En el contexto de la teoría de orbitales moleculares, un orbital de antienlace es aquel orbital molecular caracterizado por que hay una densidad electrónica pequeña entre los núcleos atómicos, existiendo uno o más nodos perpendiculares al eje internuclear. Según el método de combinación lineal de orbitales atómicos, un orbital antienlazante se forma mediante la interferencia destructiva de dos orbitales atómicos de simetría apropiada. De esta forma, se obtiene un orbital con mayor energía que cualquiera de los dos orbitales atómicos originales, lo que desfavorece la formación del enlace químico entre los dos átomos.
Puesto que los orbitales de antienlace o antienlazantes tienen mayor energía que los orbitales atómicos que les dieron origen, en una estructura electrónica molecular suelen ser llenados en último término.
- Datos: Q1108736